# Código Fama
Código Fama foi um programa de televisão exibido pelo SBT em parceria com a Televisa em 13 de fevereiro de 2005 apresentado por Celso Portiolli que reuniu talentos e cantores. Nele se destacam Priscilla Alcântara que venceu a versão nacional e ficou no quarto lugar na versão internacional da emissora mexicana, e Yudi Tamashiro, que ficou entre os finalistas na competição nacional, e foi convidado para apresentar o Bom Dia e Cia juntamente com Priscilla. 
O programa foi baseado num programa mexicano de muito sucesso, com o nome Código F.A.M.A., onde várias estrelas televisivas começaram a carreira, principalmente artistas infantis.

## Sinopse
Nele se apresentavam cantores mirins que se ganhassem iriam disputar uma vaga em um programa especial para atuar em uma das novelas da Televisa e também teria um contrato com uma gravadora internacionalmente conhecida. 16 países estavam disputando pelo prêmio.